# Fontenoy-sur-Moselle
Fontenoy-sur-Moselle è un comune francese di 373 abitanti situato nel dipartimento della Meurthe e Mosella nella regione del Grand Est.

## Società

### Evoluzione demografica
Abitanti censiti